# アンリ・デラボー

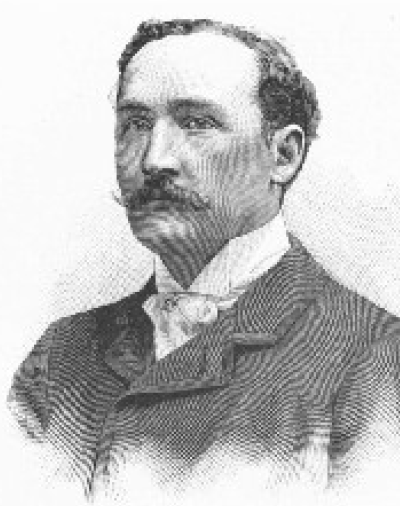
Comte Henry de La Vaulx

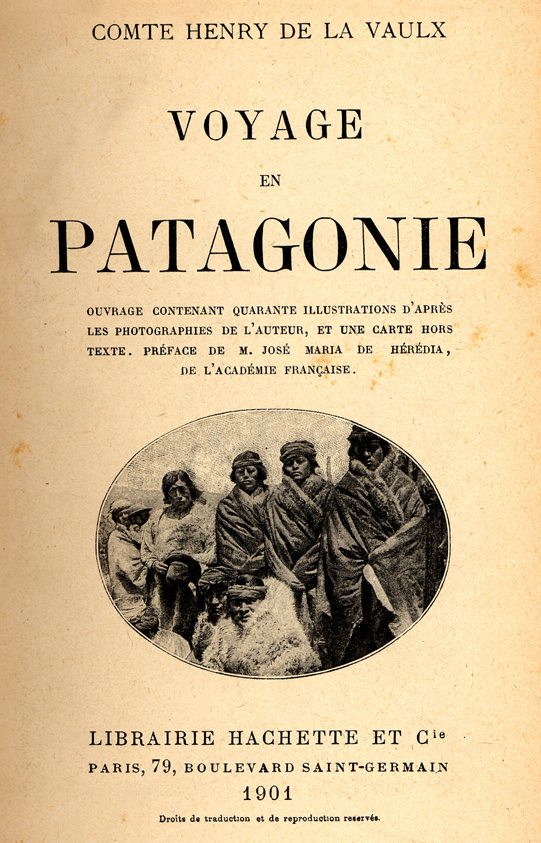
Le Voyage en Patagonie de La Vaulx

アンリ・デラボー（Henry, comte de La Vaulx、デラボー伯爵、1870年4月2日 - 1930年4月18日）は、フランスの気球乗り、冒険家である。フランスの航空のパイオニアである。 
Biervilleに生まれた。1896年3月から1897年5月にかけてパタゴニアを訪れ、1901年にパタゴニアに関する著書を発表した。1905年11月14日に国際航空連盟を設立し、会長となった。またフランス飛行クラブの設立者でもある。気球の時代に現在のゾディアック・エアロスペースの前身となる会社を設立した。
1930年に飛行のデモンストレーションを行っている時に事故死した。フランス飛行クラブは第1回の大賞(Grande Médaille de l'Aéro-Club de France)をおくった。

## 著書（抜粋）
- Voyage en Patagonie , Paris, Hachette, 1901
- Les Anciens Habitants des rives du Colhué Huapi (Patagonie), Paris, Leroux, 1902
- La Montagne d'amour : tableau de la vie Araucane, [S.l.s.n.], 1902
- L’Emploi des ballons à ballonnet d’après la théorie du général Meusnier, Paris, Gauthier-Villars, 1903
- L’Aérostation, Paris, Larousse, 1906
- Le Tour du monde de deux gosses ; le chemin des nuages, Paris, Tallandier, 1908
- Le Triomphe de la navigation aérienne, Paris, Tallandier, 1911
- Les Vainqueurs de l’air ; histoire de l’aéronautique: ses débuts sportifs, son application militaire, sa réalisation commerciale, Paris, Hachette, 1921
- L’Aéronautique des origines à 1922, Paris, Floury, 1922
- Joseph et Étienne de Montgolfier, Paris, Annonay, 1926
- Un Tour du monde en aéroplane, Paris, Albin Michel, 1930

## デラボー賞
国際航空連盟は、その前年に顕著な国際飛行記録を樹立した人物に贈るデラボー賞(De la Vaulx Medal)を設けた。

### デラボー賞の受賞者一覧（一部）
- 1934年：イタロ・バルボ （イタリア）、フランチェスコ・アジェッロ（イタリア）
- 1934年：モーリス・ロッシ (フランス)、ポール・コード (フランス)
- 1934年：トーマス・G・W・セトル (USA)、チェスター・フォードニー (USA) 
  - 気球による高度記録
- 1935年：フランチェスコ・アジェッロ （イタリア） 
  - マッキ M.C.72による速度記録
- 1935年：オーヴィル・アンダーソン (USA) 、
- 1936年：受賞者なし
- 1937年： ミハイル・グロモフ (USSR)、Andrei Youmachev (USSR)、Sergei Daniline (USSR)
  - ANT-25による長距離飛行の乗組員
- 1938年： 藤田雄蔵 (日本) 、高橋福次郎 (日本)、 関根近吉 (日本) 
  - 航研機の乗組員
- 1938年： B. K. Burnett (イギリス) A. N. Combe (イギリス)、R. T. Gething (イギリス)、R. Kellett (イギリス)
- 1938年： Roberto Dagasso （イタリア）、Angelo Tondi （イタリア）、 Ferrucio Vignoli（イタリア）
- 1939年： フリッツ・ヴェンデル (ドイツ) 、 Hans Dieterle (ドイツ) 
  - Me 209による速度記録
- 1940年： 受賞者なし
- 1941年： 受賞者なし
- 1942年： 受賞者なし
- 1943年： 受賞者なし
- 1944年： 受賞者なし
  - （以下抜粋）
- 1953年： ジャクリーン・コクラン (USA)
- 1953年： フランク・エベレスト (USA)
- 1956年： ピーター・ツィス (イギリス)
- 1960年： コンスタンティン・コキナキ (USSR)
- 1994年： 向井千秋 (日本)
- 1998年： ベルトラン・ピカール (スイス)
- 2002年：スティーヴ・フォセット (USA)